# Eon Productions
Eon Productions (viết tắt của "Everything or Nothing") là một công ty sản xuất phim điện ảnh của Vương quốc Anh, nơi ra đời loạt phim điện ảnh James Bond. Công ty có trụ sở tại đường Piccadilly, Luân Đôn, đồng thời cũng hoạt động từ Pinewood Studios ở vương quốc Anh.

## Các phimBond
Dưới đây là danh sách các phim Bond do Eon Productions sản xuất:
1. Dr. No (1962)
2. From Russia with Love (1963)
3. Goldfinger (1964)
4. Thunderball (1965)
5. You Only Live Twice (1967)
6. On Her Majesty's Secret Service (1969)
7. Diamonds Are Forever (1971)
8. Live and Let Die (1973)
9. The Man with the Golden Gun (1974)
10. The Spy Who Loved Me (1977)
11. Moonraker (1979)
12. For Your Eyes Only (1981)
13. Octopussy (1983)
14. A View to a Kill (1985)
15. The Living Daylights (1987)
16. Licence to Kill (1989)
17. GoldenEye (1995)
18. Tomorrow Never Dies (1997)
19. The World Is Not Enough (1999)
20. Die Another Day (2002)
21. Sòng bạc hoàng gia (2006)
22. Định mức khuây khỏa (2008)
23. Tử địa Skyfall (2012)
24. Spectre (2015)
25. Bond 25 (2021)

## Các sản phẩm khác
1. Call Me Bwana (1963)
2. Film Stars Don't Die in Liverpool (2017)
3. The Rhythm Section (2019)